# Valeriana laciniosa
Valeriana laciniosa är en kaprifolväxtart som beskrevs av Carl Friedrich Philipp von Martius och Gal. Valeriana laciniosa ingår i släktet vänderötter, och familjen kaprifolväxter. Inga underarter finns listade i Catalogue of Life.